# Phyllanthus zornioides
Phyllanthus zornioides är en emblikaväxtart som beskrevs av Radcl.-sm.. Phyllanthus zornioides ingår i släktet Phyllanthus och familjen emblikaväxter. Inga underarter finns listade i Catalogue of Life.